# Pterolophia bizonata
Pterolophia bizonata là một loài bọ cánh cứng trong họ Cerambycidae.